# Stopera-effect
Het Stopera-effect verwijst naar een schrikbarende budgetoverschrijding in een groot publiek bouwproject. De term is ontstaan door financiële misstanden tijdens de bouw van de Amsterdamse stadhuis annex operagebouw Stopera in de jaren tachtig van de twintigste eeuw. De term wordt sindsdien gebruikt in het publiek debat over grote en vaak maatschappelijk belangrijke projecten, ter duiding van de potentieel dan wel werkelijke kosten die om allerhande doch ogenschijnlijk onduidelijke redenen uit de hand lopen.

## Achtergrond
Grote kostenoverschrijdingen komen veelvuldig voor in grootschalige publieke infrastructuur- en bouwprojecten met politieke prestige. Bekende voorbeelden zijn spoorlijnen zoals de Betuwespoorlijn en schouwburgen, zoals dus de Stopera. Hieraan dragen bouwfraude, kartelafspraken en omkoping bij, maar de belangrijkste boosdoener is mogelijk dat de overheid steevast de kostenposten onderschat of over het hoofd ziet en daardoor incapabel is een realistische kostprijsberekening te doen.